# Faro - Capital da Cultura 2005
Faro, a capital algarvia foi a cidade escolhida para ser Capital Nacional da Cultura, edição 2005.
Os objectivos de "Faro, Capital Nacional da Cultura 2005" (FCNC) decorrem da Resolução do Conselho de Ministros nº 96/2004, de 19 de Julho.
A FCNC pretende atingir fundamentalmente os seguintes objectivos:
1- Resgatar a cidade e a região da marginalidade cultural, atraindo para as actividades culturais novos públicos e a grande massa da população que delas tem estado afastada.
2 - Apostar na continuidade e na consolidação dos projectos culturais existentes na cidade e na região, e contribuir para a elevação do nível cultural da sociedade algarvia.
3- Projectar nacional e internacionalmente a cidade de Faro e a região do Algarve, ambas enquanto pólos de turismo cultural e de actividades ligadas às indústrias da cultura e do lazer.
António Rosa Mendes foi o comissário responsável pela organização do evento que se prolongou até 2006.